# Богуславец (Приморский край)
Богусла́вец — село в Красноармейском районе Приморского края России. Входит в состав Рощинского сельского поселения.

## Название
Существует две версии происхождения названия: по фамилии одно из первых переселенцев Богуславского или от одноимённого города на Украине.

## География
Село расположено на севере Приморского края в Красноармейском районе. Стоит примерно в 1 км до левого берега реки Большая Уссурка, рельеф села равнинный. С южной и северной стороны села проходят сопки хребта Сихотэ-Алинь.
Расстояние до районного центра Новопокровка (на запад) около 29 км.

## История
Село Богуславец возникло в 1907 году. Позже совсем рядом появилось село Рощино, которое получило большее развитие и сейчас два села фактически слились в одно.
Раньше в селе была восьмилетняя деревянная школа. Позже появилось кирпичное здание (для 3-11 классов) и деревянное (для 1-2 классов), сейчас функционирует только кирпичное здание.
Инфраструктура
На данный момент в селе есть школа № 24 (директор — Немцева Татьяна Анатольевна), медпункт, почта, СДК, заправка, несколько предприятий и магазинов.
Самое крупное предприятие — ПСМК «Энергия»(Председатель-Юрий Владимирович Козлов), занимающееся лесозаготовкой и переработкой древесины, а также строительством жилья и другими видами деятельности.
Улицы села:
- Бабаева
- Богуславецкая
- Зелёная
- Колхозная
- Лазо
- Лариошкина
- Луговая
- Набережная
- Новая
- Овражная
- Октябрьская
- Плахотина
- Сахалинская
- Семейная
- Советская
- Юбилейная

Праздники и мероприятия
В селе празднуются День защитника отечества, Масленица, Международный женский день, День Победы, День семьи, любви и верности, День знаний, День учителя.

## Население
| 1915 | 2002 | 2010 |
| ---- | ---- | ---- |
| 565  | ↗971 | ↘874 |

## Климат
Село Богуславец приравнено к районам Крайнего Севера.
На территории всего края действуют муссоны. Лето жаркое, температура достигает 35 °C, зима холодная, до -42 градусов. Наибольшее количество осадков выпадает в конце лета. Среднегодовая температура 0,5—1,1 °C. Средние температуры в январе от  -20 до -26 °C, летом от +23 до +31 °C.

## Интересные факты
- Хотя сёла находятся совсем рядом, Богуславец развивал сельское хозяйство, а Рощино — лесную промышленность.
- Некоторые улицы условно поделены, и принадлежат разным сёлам, имея разные названия.